# Lenwebbia lasioclada
Lenwebbia lasioclada är en myrtenväxtart som först beskrevs av Ferdinand von Mueller, och fick sitt nu gällande namn av Neil Snow och Gordon P. Guymer. Lenwebbia lasioclada ingår i släktet Lenwebbia och familjen myrtenväxter. Inga underarter finns listade i Catalogue of Life.